# Ligne de Paris-Bastille à Marles-en-Brie
Pour les articles homonymes, voir Ligne V.
La ligne de Paris-Bastille à Marles-en-Brie, également connue sous le nom de ligne de la Bastille, ligne de Vincennes ou ligne V, est une ligne de chemin de fer française, de l'ancien réseau Est, d'une longueur de 66,3 kilomètres, qui reliait à son apogée la gare de Paris-Bastille, à Paris, à la gare de Marles-en-Brie via Verneuil-l'Étang.
Elle constitue la ligne 956 000 du réseau ferré national.
Ouverte à partir du 22 septembre 1859, elle est l'une des dernières lignes créées au départ de Paris, essentiellement pour des raisons stratégiques. Longtemps victime d'un manque d'investissement, à la fin des années 1960 la ligne sera l'une des dernières en banlieue parisienne à voir circuler des locomotives à vapeur. Une partie de son tracé est intégrée en 1969 à la ligne A du RER après une profonde modernisation de l'infrastructure avec l'électrification et la mise aux normes du RER.
Ses deux extrémités, dans Paris intra-muros et en zone rurale au sud-est, ont été abandonnées. La tête de ligne (gare de la Bastille) a été fermée et déposée sur la section Bastille – Saint-Mandé (où s'enfonce désormais le tunnel du RER A) en 1969 tandis que le bâtiment a été démoli en 1984 pour faire place à l'Opéra Bastille. La section de Boissy-Saint-Léger à Verneuil-l'Étang a été fermée en 1969 et déposée au cours des années 1970. La gare de Verneuil-l'Étang fait désormais partie de la ligne P du réseau Transilien Paris-Est.

## Tracé
La ligne commence au sud-est de la place de la Bastille, à Paris, où a été édifiée la gare de Paris-Bastille, mise en service le 22 septembre 1859. Elle gagne les fortifications vers l'est, d'abord par un viaduc long de 1 222 mètres comportant soixante-quinze arches entrecoupé de trois ponts métalliques et de quelques ponts à arches pour le franchissement de plusieurs rues, puis en tranchée à travers Reuilly, avec deux tunnels.
Elle gagne alors Saint-Mandé puis Vincennes, en tranchée. C'est vers la limite de ces deux communes que se raccorde le tronçon central en tunnel sous Paris de la ligne A du RER. Le tracé aborde Fontenay-sous-Bois par un tunnel, puis s'incurve vers le sud, et dessert Nogent-sur-Marne où se situait un embranchement desservant le dépôt de la ligne et Joinville-le-Pont. Elle traverse une dépression à Saint-Maurice par un viaduc de 380 mètres avant d'atteindre Saint-Maur-des-Fossés, où la ligne suit la boucle de la Marne sur sa rive droite. Elle atteint son premier terminus, La Varenne, à 16,845 km de la gare de la Bastille.
Le tracé se prolonge vers le sud, franchit la Marne et atteint Sucy-en-Brie puis Boissy-Saint-Léger. Après une vaste courbe vers l'ouest où elle dessert Limeil-Brévannes, la ligne se dirige vers le sud-est et atteint le plateau de la Brie. Elle dessert plusieurs villages jusqu'à Brie-Comte-Robert, puis atteint la grande ligne de Paris-Est à Mulhouse-Ville à laquelle elle se joint à Verneuil-l'Étang après un parcours de 54 kilomètres.

## Histoire

### Chronologie

Carte de la ligne de Vincennes (1859)

- 22 septembre 1859 : ouverture de la ligne de Paris-Bastille à La Varenne - Chennevières
- première campagne d'extension :
  - 5 septembre 1872 : prolongement de La Varenne - Chennevières à Sucy – Bonneuil
  - 9 juillet 1874 : prolongement de Sucy – Bonneuil à Boissy-Saint-Léger
  - 5 août 1875 : prolongement de Boissy-Saint-Léger à Brie-Comte-Robert
- deuxième campagne d'extension :
  - 1er juillet 1892 : prolongement de Brie-Comte-Robert à Verneuil-l’Étang
  - 1er juin 1893 : prolongement de Verneuil-l’Étang à Marles-en-Brie
- première campagne de fermeture :
  - 18 avril 1939 : fermeture du tronçon de Verneuil-l'Étang à Marles-en-Brie au trafic des voyageurs
  - 18 juillet 1939 : fermeture du tronçon de Boissy-Saint-Léger à Verneuil-l'Étang au trafic des voyageurs
- 14 décembre 1969 : intégration d'un tronçon à la ligne A du RER et fermeture de la section entre la gare de la Bastille et la gare de Saint-Mandé

### La création de la ligne: la desserte des bords de Marne

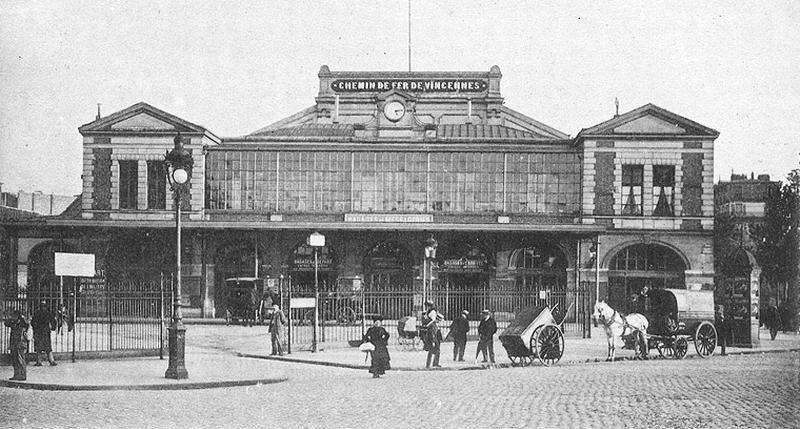
La gare de la Bastille au début du XXe siècle.

Au milieu des années 1850, la proche périphérie parisienne est desservie par plusieurs lignes de chemin de fer, d'abord de courtes lignes en direction de la banlieue ouest résidentielle, puis par les lignes des grandes compagnies en direction du nord, de l'est et du sud. Mais le secteur sud-est de Paris n'a pas attiré les investissements des compagnies en raison de la faible population rurale et des modestes revenus de ses habitants.
Toutefois, Napoléon III projette dès son avènement d'aménager le bois de Vincennes, et des promeneurs commencent à fréquenter assidument à cette époque les bords de Marne, en dépit de conditions de transport difficiles par les omnibus. La ligne de Vincennes est alors proposée en 1852 par Andraud mais demeure sans suite. Un nouveau projet est proposé pour combler l’absence de chemin de fer entre la ligne de Paris-Lyon à Marseille-Saint-Charles au départ de la gare de Lyon, et la ligne de Noisy-le-Sec à Strasbourg-Ville, au départ de la gare de l'Est. Mais cette ligne est également pour l'État une ligne stratégique, qui permet de créer un deuxième itinéraire vers les frontières de l'Est grâce à la jonction avec la ligne de Paris-Est à Mulhouse-Ville, également projetée, ainsi qu'une desserte ferroviaire du Fort de Vincennes.

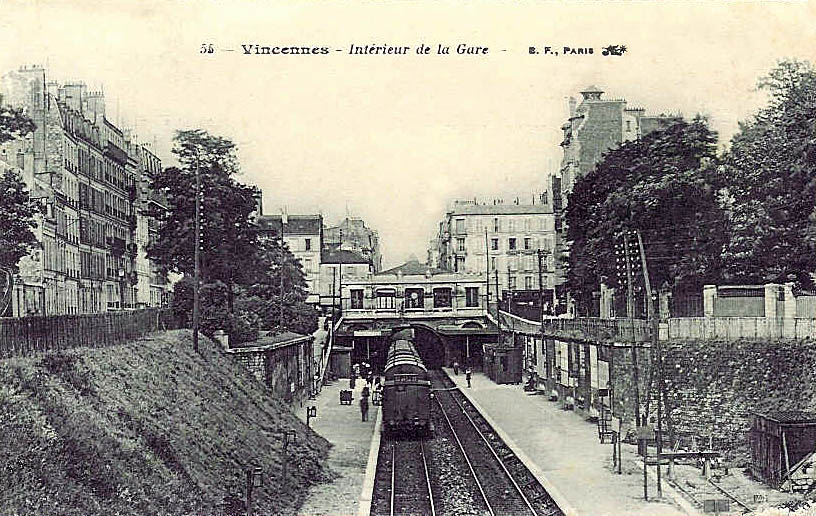
Vue d'ensemble vers 1900 de la gare de Vincennes avec un train à l'arrêt.

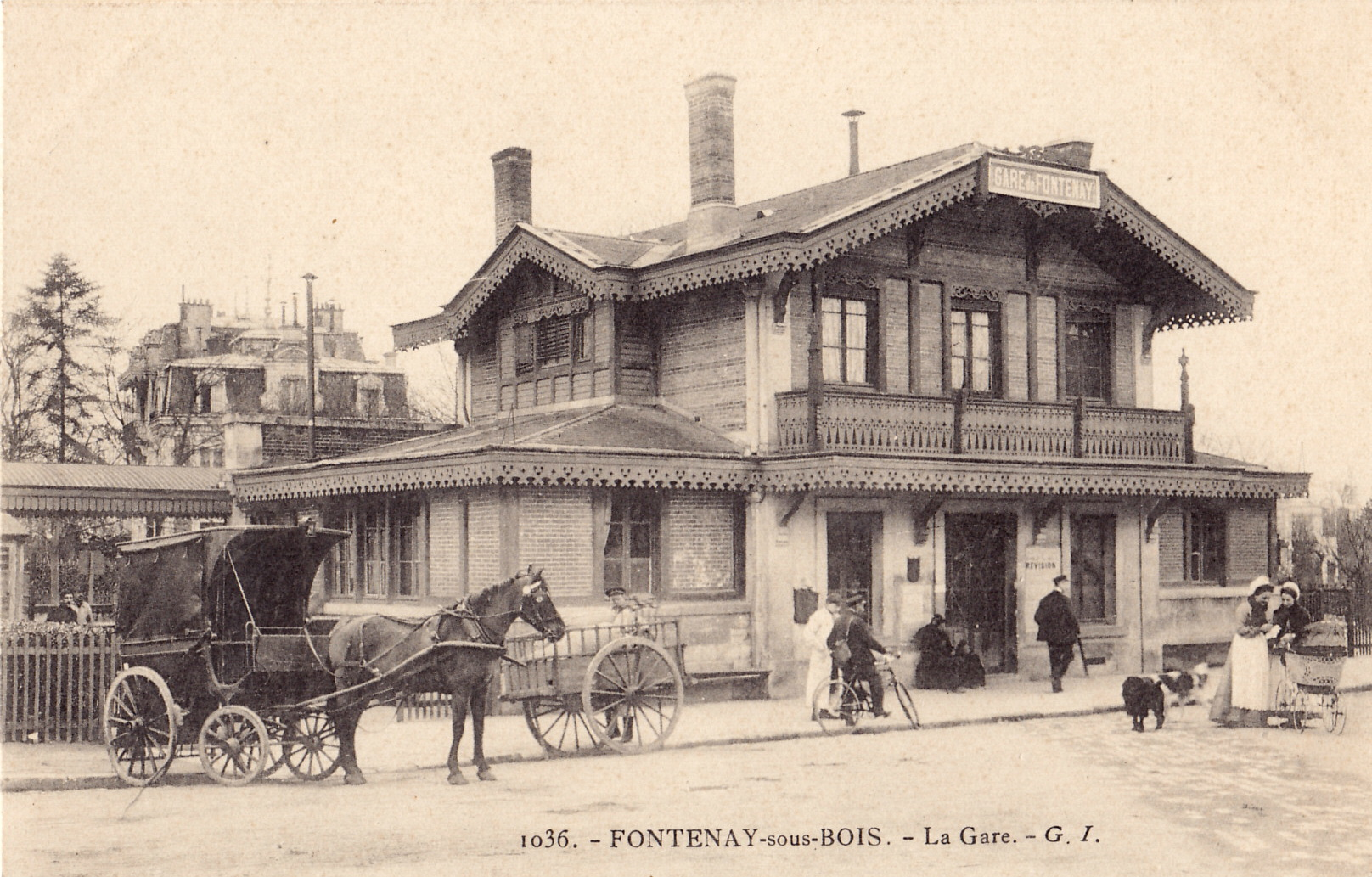
La gare de Fontenay-sous-Bois à la même époque.
Noter le fiacre à l'attente sur la place de la gare.

La compagnie du chemin de fer de Paris à Strasbourg, qui deviendra la Compagnie des chemins de fer de l'Est le 21 janvier 1854, obtient par décret impérial du 17 août 1853 la concession de la ligne, destinée à desservir les méandres de la Marne en Seine-et-Oise jusqu’à la gare de La Varenne – Chennevières. En même temps est concédée la ligne de Paris-Est à Mulhouse-Ville, qui passe par Verneuil-l’Étang et Longueville.
Une jonction entre la ligne de Paris à Mulhouse et la « ligne de Paris à Vincennes et à Saint-Maur » est concédée à titre définitif à la Compagnie des chemins de fer de l'Est par une convention signée le 10 novembre 1856 entre le ministre des Travaux publics et la compagnie. Toutefois, la convention précise que les points de raccordement seront fixés « en deux points fixés par l'administration supérieure. » Cette convention est approuvée par un décret impérial le 21 janvier 1857.
La construction de ce raccordement sera abandonnée. L'amorce de cette jonction projetée était un  embranchement au sud de la gare de Nogent qui desservait le dépôt situé à l'emplacement de l'actuel pavillon Baltard et des voies de garages se terminant en surplomb de l'actuelle rue Victor Basch. 
La Compagnie de l'Est tente de rentabiliser au maximum cette courte ligne, en lui faisant adopter un tracé sinueux desservant le plus de communes possibles d'une proche banlieue en plein développement. Les travaux débutent en 1855 mais sont interrompus dès 1857, la ville de Paris contestant la pénétration dans la ville et l'édification d'un viaduc. Mais la ténacité de la Compagnie de l'Est permet de réaliser cet itinéraire. La construction reprend au début de 1858 et s'achève un an après.
Le 22 septembre 1859, la ligne est ouverte au public de la Bastille à La Varenne. Elle rencontre un succès immédiat avec une importante fréquentation, autant de la part des habitants des bords de Marne qui voient leur accès à la capitale nettement facilité, que des Parisiens, avides de flâneries sur les rives de la Marne et de promenades dominicales dans le bois de Vincennes.
Le style des bâtiments de gare au-delà de Vincennes est particulièrement riche par rapport aux autres gares secondaires de la Compagnie de l'Est avec des bandeaux de brique multicolores et de nombreuses boiseries leur donnant une apparence rustique. Celles situées entre Vincennes et le terminus de la Bastille adoptent quant à elles une esthétique néo-classique ou Second Empire.
Le trafic élevé est favorisé par la politique de la Compagnie de l'Est, qui met en place des abonnements à tarif très réduit pour les ouvriers travaillant à Paris, et un service fréquent pour l'époque. Durant les années 1860, pas moins de trente-deux trains par jour et par sens desservent la ligne, soit un départ à la demi-heure, avec un train sur deux terminus Vincennes ou Joinville, et un autre desservant toutes les gares du parcours jusqu'à La Varenne, en cinquante minutes. En 1869, la ligne de Vincennes transporte 5 930 000 voyageurs.

### Les premières extensions jusqu'à Sucy-Bonneuil et Brie-Comte-Robert (1872-1875)

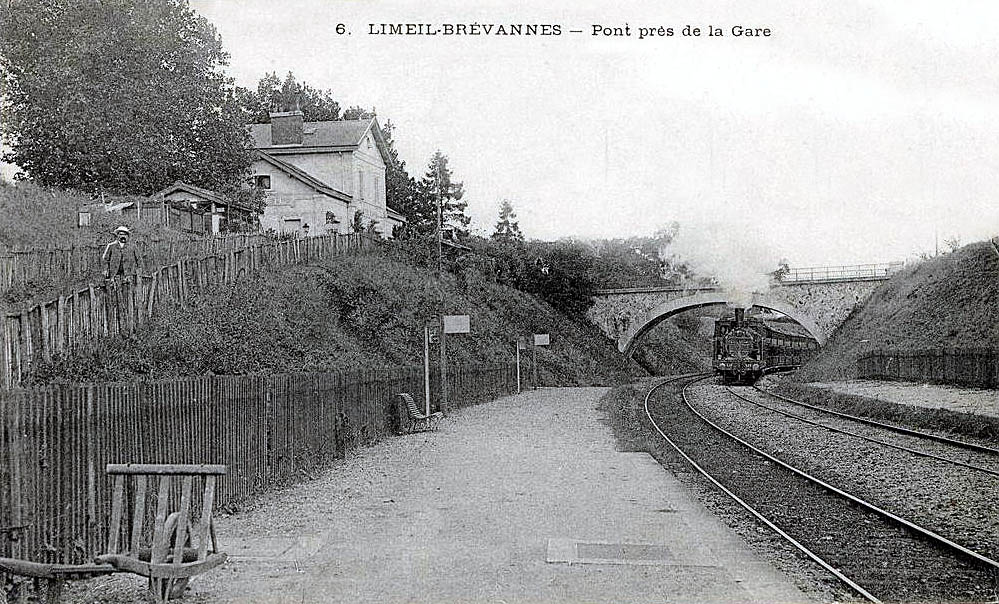
La gare de Limeil-Brévannes.

Face au succès rencontré, la Compagnie de l'Est décide de prolonger la ligne à plusieurs reprises suivant un projet datant des années 1850. Les extensions sont ouvertes après la guerre de 1870.
Le prolongement de la ligne entre La Varenne - Saint-Maur et Boissy-Saint-Léger est concédé à titre définitif à la Compagnie des chemins de fer de l'Est le 11 juillet 1868. Cette section a été ouverte à l'exploitation en deux étapes : le 5 septembre 1872 entre La Varenne - Saint-Maur et Sucy - Bonneuil et le 9 juillet 1874 entre Sucy et Boissy-Saint-Léger.
Le prolongement entre Boissy-Saint-Léger et  Brie-Comte-Robert est concédé à titre définitif à la Compagnie des chemins de fer de l'Est le 2 janvier 1869. Cette section est ouverte à l'exploitation le 5 août 1875.
La ligne aborde alors un environnement très différent du premier tronçon, quittant la proche banlieue dense pour le plateau de la Brie, à l'habitat très clairsemé. Ce n'est donc pas un trafic élevé de voyageurs qui est visé, mais un certain trafic de marchandises. Ce tronçon ne voit d'ailleurs circuler que quatre allers-retours par jour. La différence se voit aussi dans le style des gares, beaucoup plus fonctionnelles et dépourvues des ornementations qui caractérisent les gares situées entre Vincennes et La Varenne.

### Les secondes extensions jusqu'à Verneuil-l'Étang et Marles-en-Brie (1892-1893)
Malgré l’opposition de la Compagnie en raison du très faible trafic à prévoir, le prolongement de la ligne de Brie-Comte-Robert à Verneuil-l’Étang est concédé à titre éventuel à la Compagnie des chemins de fer de l'Est par la loi du 20 novembre 1883. Elle est finalement déclarée d'utilité publique le 8 avril 1887 rendant ainsi la concession définitive. Elle est ouverte à l'exploitation le 1er juillet 1892, assurant la connexion avec la ligne de Paris-Est à Troyes et Mulhouse. La ligne atteint une longueur de 54 kilomètres.
En 1893, le prolongement de la ligne jusqu’à Marles-en-Brie, sur la ligne de Gretz-Armainvilliers à Sézanne, est concédé à titre éventuel à la Compagnie des chemins de fer de l'Est le 30 avril 1886. La concession comprenait également un embranchement vers Rozoy, ancien nom de la commune de Rozay-en-Brie avant 1934. La section a été déclarée d'utilité publique et concédée définitivement le 8 avril 1887. Cette section est ouverte à l'exploitation le 1er juin 1893. Ce tronçon est numéroté 39 dans la numérotation de la compagnie de l’Est ou 214 dans celle de la région Est de la SNCF.
La Compagnie des chemins de fer de l'Est abandonne la concession vers Rozoy en 1922.

### L'apogée

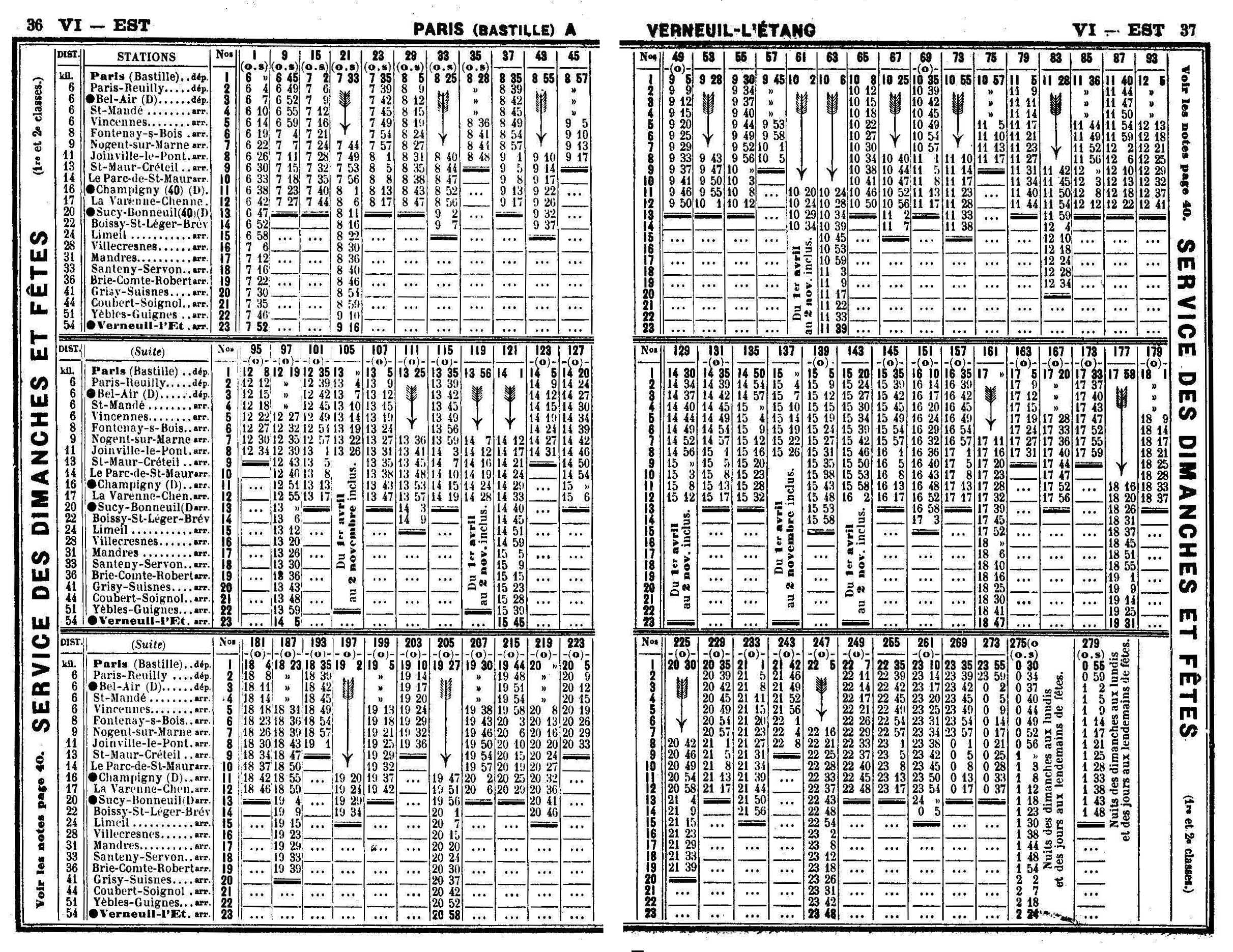
Les horaires de la ligne en mai 1914 pour les dimanches et fêtes.

La ligne de Vincennes connaît une croissance quasi-continue hormis un fléchissement provoqué par la guerre de 1870. Néanmoins, la multiplication des lignes de tramway provoque une concurrence de plus en plus rude avec la création, d'abord, de la ligne Vincennes – Louvre de la Compagnie générale des omnibus (CGO) en 1875, puis de la ligne Vincennes – Ville-Évrard et Bry-sur-Marne des Chemins de fer nogentais, puis celle des Tramways de Saint-Maur, ces deux compagnies assurant plutôt des rabattements locaux vers la ligne de Vincennes.
Toutefois, la Compagnie de l'Est réagit en augmentant la fréquence de ses circulations et par la mise en place de trains directs, qui augmentent fortement la vitesse commerciale de la ligne. En 1876, l'intervalle des trains pour Vincennes est ramené de trente à quinze minutes, et à trente minutes pour Joinville. En 1886, le trajet de la Bastille à Vincennes dure quinze minutes, et vingt-deux minutes jusqu'à Joinville. Les mesures semblent concluantes, puisque le trafic continue sa croissance, passant de sept millions de voyageurs en 1880 à dix-neuf millions en 1900. Il y a alors jusqu'à 110 trains mis en marche pour desservir les bords de Marne le dimanche et les jours de fêtes, départs et arrivées confondus, dans des conditions créant parfois de graves risques pour la sécurité.
C'est dans ce contexte que survint un accident grave à Saint-Mandé le 26 juillet 1891 lorsque deux trains transportant de nombreux estivants entrèrent en collision provoquant la mort d'une cinquantaine de personnes.
Pourtant, la situation devient plus critique avec l'ouverture de la ligne 1 du métro en 1900, puis la modernisation et l'extension des lignes de tramway. La compagnie réagit en améliorant ses dessertes à moyenne distance. Mais surtout, afin d'améliorer les performances de la ligne, un premier projet d'électrification par troisième rail en courant continu est envisagé, mais il demeure sans suite, peut-être en raison de la reprise de la progression du trafic. Un nouveau projet d'électrification est élaboré, cette fois en 11 000 volts monophasé par caténaire à l'image des expériences de la compagnie du Midi, mais ce projet ne connaît pas plus de suite que le précédent, le trafic connaissant une croissance constante. Il atteint en effet vingt millions de voyageurs en 1920 puis trente millions en 1930.

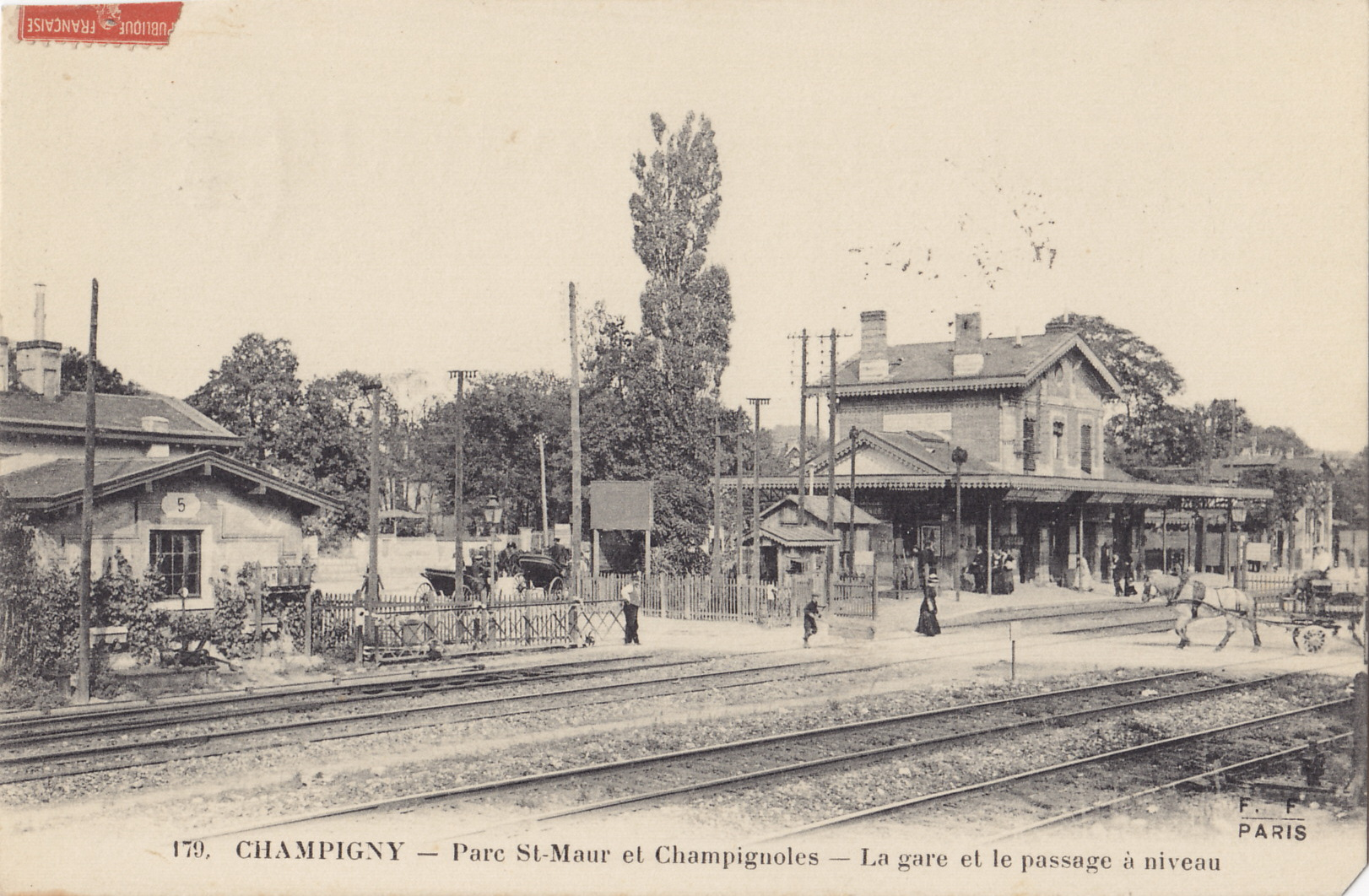
Installations de la gare de Champigny, en janvier 1913.
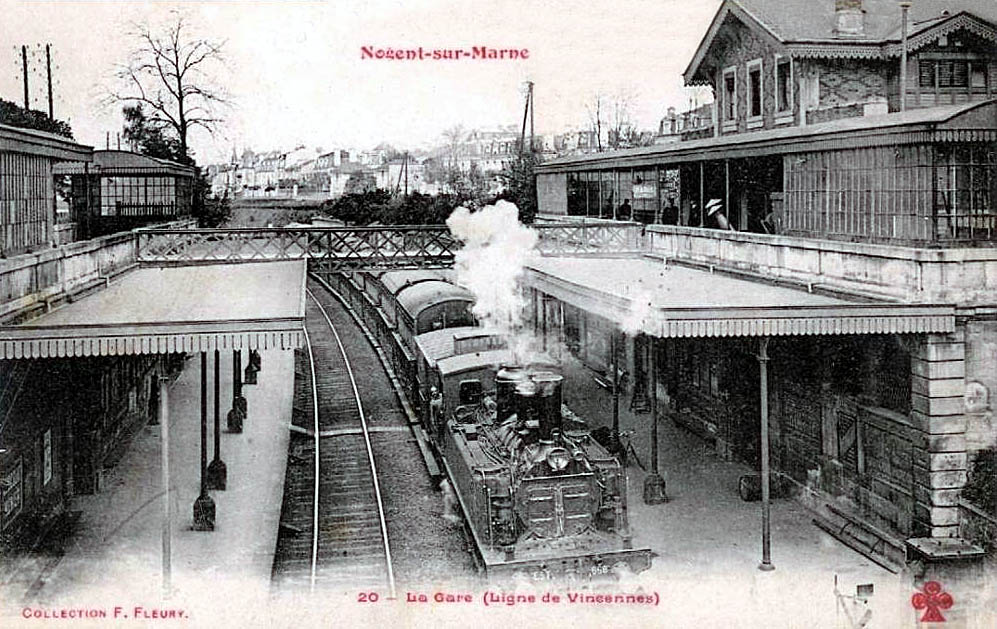
La gare de Nogent-sur-Marne, vers 1900.

### Le déclin
La crise économique des années 1930 atteint fortement la ligne de Vincennes. Les « trains de plaisir » dominicaux disparaissent et le trafic des travailleurs se réduit fortement. La situation est encore aggravée par l'extension de la ligne 1 du métro au château de Vincennes en 1934. Puis la mise en service d'autobus, plus rapides que les tramways qu'ils remplacent, les encombrements routiers n'existant pas encore à cette époque, porte le coup de grâce à la ligne, qui ne transporte plus que douze millions de voyageurs en 1936. La ligne est victime de sa trop grande proximité de Paris où elle est soumise à une très rude concurrence.
À partir des années 1920, la Compagnie du chemin de fer métropolitain de Paris (CMP) commence à réfléchir aux conséquences de l’urbanisation croissante de la banlieue parisienne, territoire sur lequel le métro ne peut accéder, du fait de son gabarit et de sa vitesse commerciale trop faible. Il est donc proposé de prolonger les lignes ferrées de banlieue à l'intérieur de la capitale. La ligne de Vincennes est un temps désignée, mais la priorité est ensuite donnée à la ligne de Sceaux qui est remise à la CMP en 1937 et devient durant trente ans l'amorce prototype de ce qui sera à la fin des années 1970 le RER.

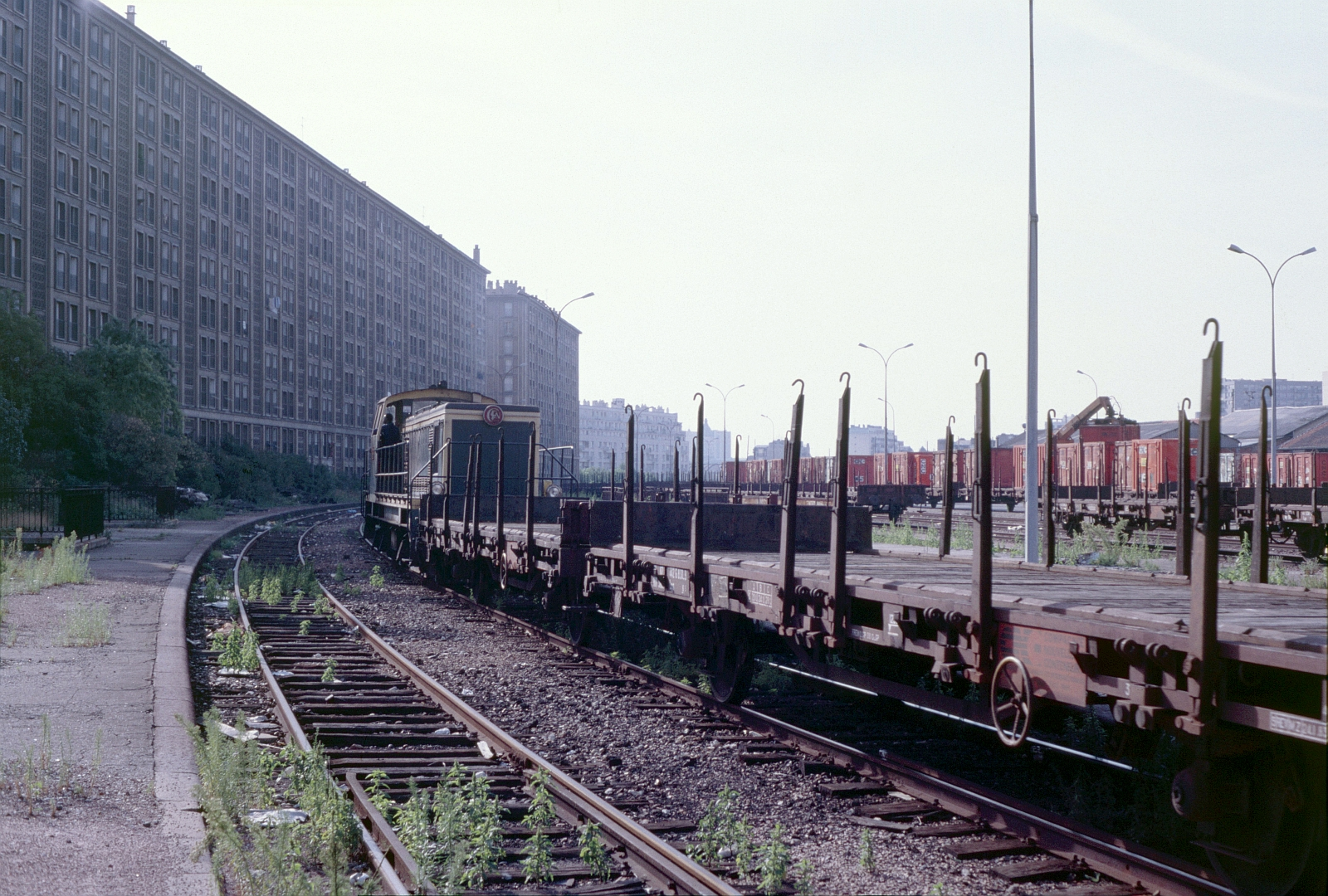
Les anciens quais de la gare de Paris-Reuilly verront passer des trains jusqu'en 1985.

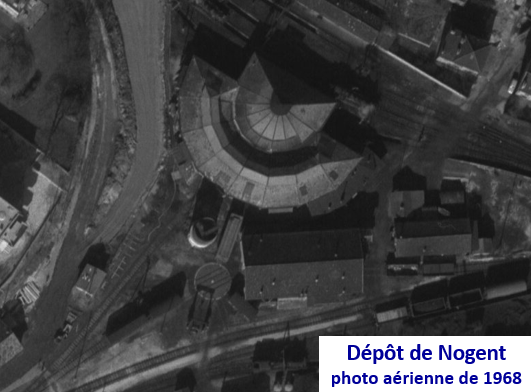
Le dépôt de Nogent sur photo aérienne de 1968

A contrario la ligne de Vincennes dans une situation d'attentisme est maintenue dans un état de sous-investissement chronique, gardant par exemple,  jusqu’à la fin de l’exploitation en 1969, ses locomotives à vapeur type 141 TB rattachées au dépôt de Nogent non modernisé depuis l'ouverture de la ligne. La Compagnie de l'Est souhaite se débarrasser de cette ligne devenant fortement déficitaire, en la rétrocédant au Métropolitain. Dans l'attente, elle supprime des trains et propose en 1937 aux pouvoirs publics de supprimer purement et simplement la ligne. Cette proposition provoque l'émoi des habitants et élus des communes desservies et, devant la virulence des réactions, la compagnie renonce à ce projet.
La fréquentation poursuit sa diminution et la reprise du réseau de l'Est par la toute nouvelle Société nationale des chemins de fer français (SNCF) en 1938 n’y change rien, bien au contraire. Le succès considérable de la ligne de Sceaux, radicalement modernisée et dont le trafic double en un an depuis son électrification, fait encore mieux ressortir la longue décadence de la ligne de Vincennes. La section rurale est progressivement fermée au trafic des voyageurs : Dès le 18 avril 1939, le tronçon peu fréquenté de Verneuil-l'Étang à Marles-en-Brie est fermé au trafic des voyageurs, et le tronçon de Boissy-Saint-Léger à Verneuil-l'Étang suit seulement trois mois plus tard, en date du 18 juillet 1939. Ces fermetures s'inscrivent dans le programme de coordination préconisé par le Conseil national économique, et mis en marche par le ministère des Travaux publics en novembre 1937. Il s'agit officiellement de mettre un terme à la concurrence entre lignes routières exploitées à titre libre par des sociétés privées et les lignes de chemin de fer parallèles des grands réseaux. Toutes les dessertes ferroviaires réputées comme déficitaires sont brièvement étudiées les unes après les autres sous la direction des Conseils généraux, qui remettent ensuite un plan de transport « cible » au ministère. Or, une subvention proportionnelle au kilométrage des dessertes ferroviaires supprimées est promise aux départements, ce qui aura pour conséquence la suppression de 10 000 km de dessertes SNCF en 1938/1939, alors que le kilométrage des lignes routières fermées reste marginal.
Un nouveau projet d'électrification de la section entre Reuilly et Sucy-Bonneuil est lancé en 1941, et une loi du 4 juin 1941 prévoit même sa rétrocession par la SNCF à la CMP, après électrification et modernisation. Mais ce nouveau projet tombe à son tour dans l'oubli en raison des circonstances politiques. Toutefois, le déclenchement de la Seconde Guerre mondiale provoque un retour provisoire du trafic. Le tronçon de Boissy-Saint-Léger à Verneuil-l’Étang est même rouvert un temps au trafic, avec quelques trains par jour. La ligne connaît du printemps 1944 à l’hiver 1946 un dernier sursaut, avec le déroutement par Verneuil-l'Étang de trains grande ligne pour Châlons-sur-Marne, Sézanne ou Troyes, du fait des travaux de restauration du viaduc de Nogent-sur-Marne et d'autres portions de la ligne, bombardés par les Alliés et sabotés par les troupes allemandes en retraite. Entre décembre 1946 et mai 1947, des trains desserviront la ligne au-delà de Verneuil-l'Étang jusqu'à Marles-en-Brie, section fermée depuis plusieurs années.
Après guerre, les fermetures reprennent : le tronçon de Brie-Comte-Robert à Verneuil-l'Étang est fermé au trafic des voyageurs en 1947, puis le 18 mai 1953, le tronçon de Boissy-Saint-Léger à Brie-Comte-Robert est à son tour fermé aux voyageurs. L’activité de cette section est dès lors limitée au trafic des marchandises, avec passage en voie unique en 1963-1964.
Toutefois, durant les années 1950, la SNCF met en œuvre quelques travaux d'amélioration de l'infrastructure, avec en particulier la suppression progressive des passages à niveau, comme au Parc de Saint-Maur en 1956, à La Varenne en 1959 puis à Champigny en 1963. En 1969, il subsiste encore quarante-quatre trains quotidiens dans chaque sens, dont treize directs ou semi-directs. Mais le nombre de voyageurs transportés est tombé à six millions par an.

### La grande famille de la ligne de Vincennes
La ligne de Vincennes est une exception au sein de la Compagnie de l'Est d'abord, de la SNCF ensuite : les cheminots faisaient toute leur carrière sur la ligne au lieu d'être mutés. Se nouaient donc des liens très forts entre employés d'une part et également entre les cheminots et les usagers d'autre part.

### L'intégration au RER
Les projets de RER ayant été relancés au cours des années 1950, sont alors décidées l'électrification et la transformation de la section de ligne située en proche banlieue, pour l'intégrer à la transversale Est-Ouest, qui devient en 1977 la ligne A du RER. Toutefois, la décision d'abandonner la gare de la Bastille, trop petite et inadaptée, est confirmée en 1963. Une nouvelle gare souterraine est édifiée à la Nation à laquelle les trains accèdent depuis Vincennes directement par un nouveau tunnel.
La ligne de Vincennes a subi une situation d'attentisme de la part de ses exploitants successifs, et n'a fait l'objet d'aucuns travaux d'importance depuis plusieurs décennies. Il faut donc tout d'abord la moderniser, son équipement déjà dépassé dès les années 1930, étant devenu totalement anachronique durant les années 1960. Dès 1966, c'est la SNCF qui se charge par délégation des travaux considérables à entreprendre sur le tronçon Vincennes – Boissy-Saint-Léger, les tunnels de la transversale Est-Ouest à partir de la gare de Nation étant réalisés par la RATP. Cette dernière se charge également de la démolition puis reconstruction de la totalité des bâtiments voyageurs du tronçon, remplacés par de nouveaux édifices froids, anguleux et sans recherche architecturale, dans l'esprit de l'époque, mais parfaitement fonctionnels et souvent jumelés à une gare routière et des parcs de stationnement.

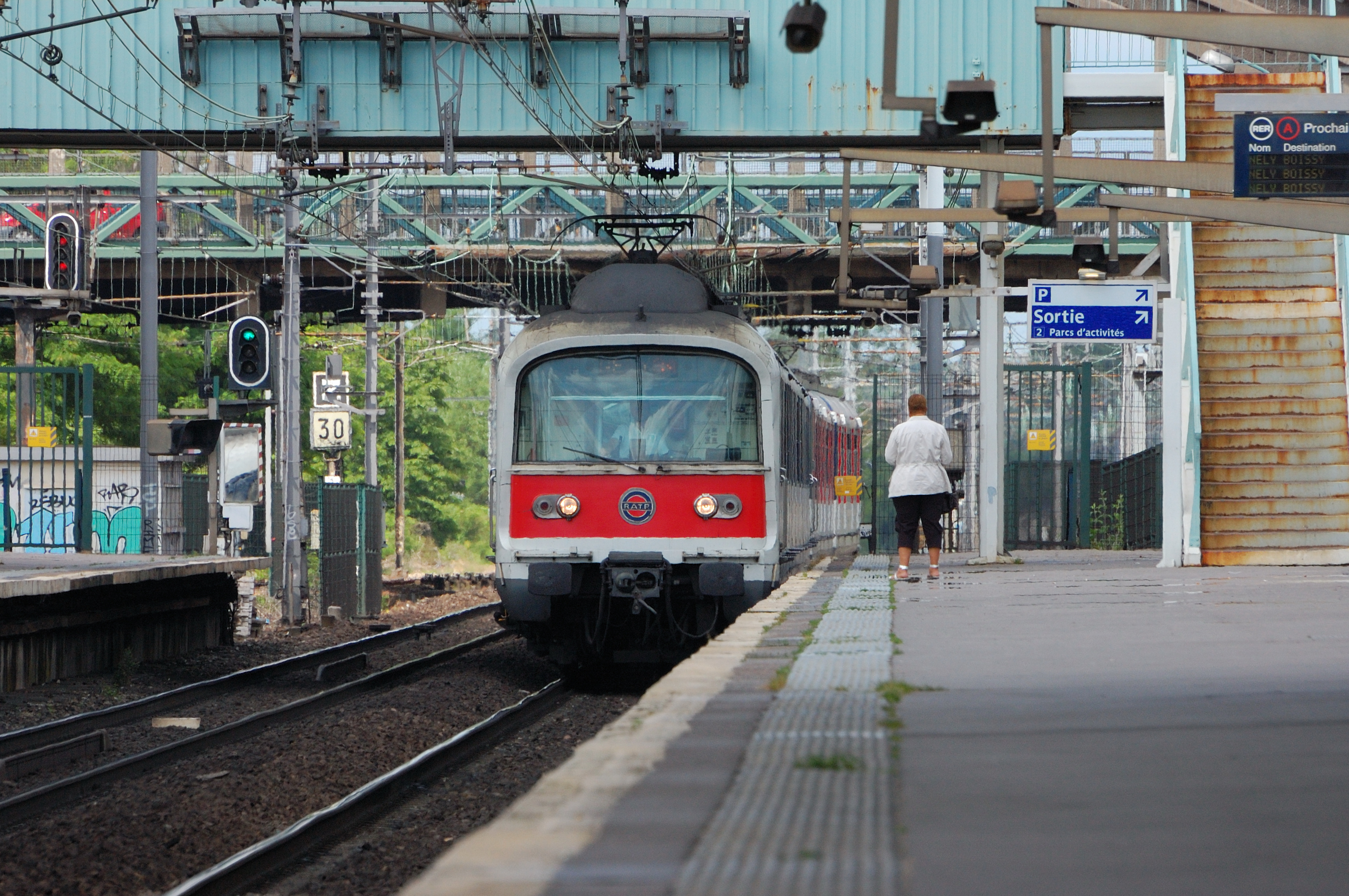
Le nouveau visage de la ligne après 1969 : une rame MS 61 arrive en gare de Sucy – Bonneuil.

Les travaux sont toutefois rendus délicats par leur réalisation en milieu urbain et sur une ligne qui demeure en exploitation. Ces travaux consistent pour l'essentiel, outre la reconstruction des bâtiments voyageurs, en la construction de quais hauts d'1,10 mètre et de 225 mètres de longueur avec abris parapluie et passages souterrains ou passerelles, le renouvellement intégral de la voie par des rails lourds de 60 kg/m et l'électrification en 1,5 kV courant continu après mise au gabarit des ouvrages d'art.
La signalisation doit également être profondément modernisée : le block automatique mécanique type Est est remplacé par le block automatique lumineux (BAL) de type SNCF. Par ailleurs, sept postes d'aiguillage tout relais à transit souple (PRS) sont créés à Vincennes, Fontenay, Joinville, au Parc de Saint-Maur, à La Varenne, Sucy et Boissy.
Le 14 décembre 1969 à 0 h 50, le dernier convoi de passagers part de la gare de la Bastille pour Boissy-Saint-Léger, soit un parcours de 22 km, marquant ainsi la fin définitive de la très populaire ligne V, après 110 ans d’exploitation. Quelques heures après en début de service, les nouvelles automotrices électriques MS 61 amènent les voyageurs à la gare de Nation, la nouvelle desserte contrastant fortement par sa modernité avec les anciens trains à vapeur.

Démolition de l'ancien bâtiment de la gare de Saint-Maur - Créteil
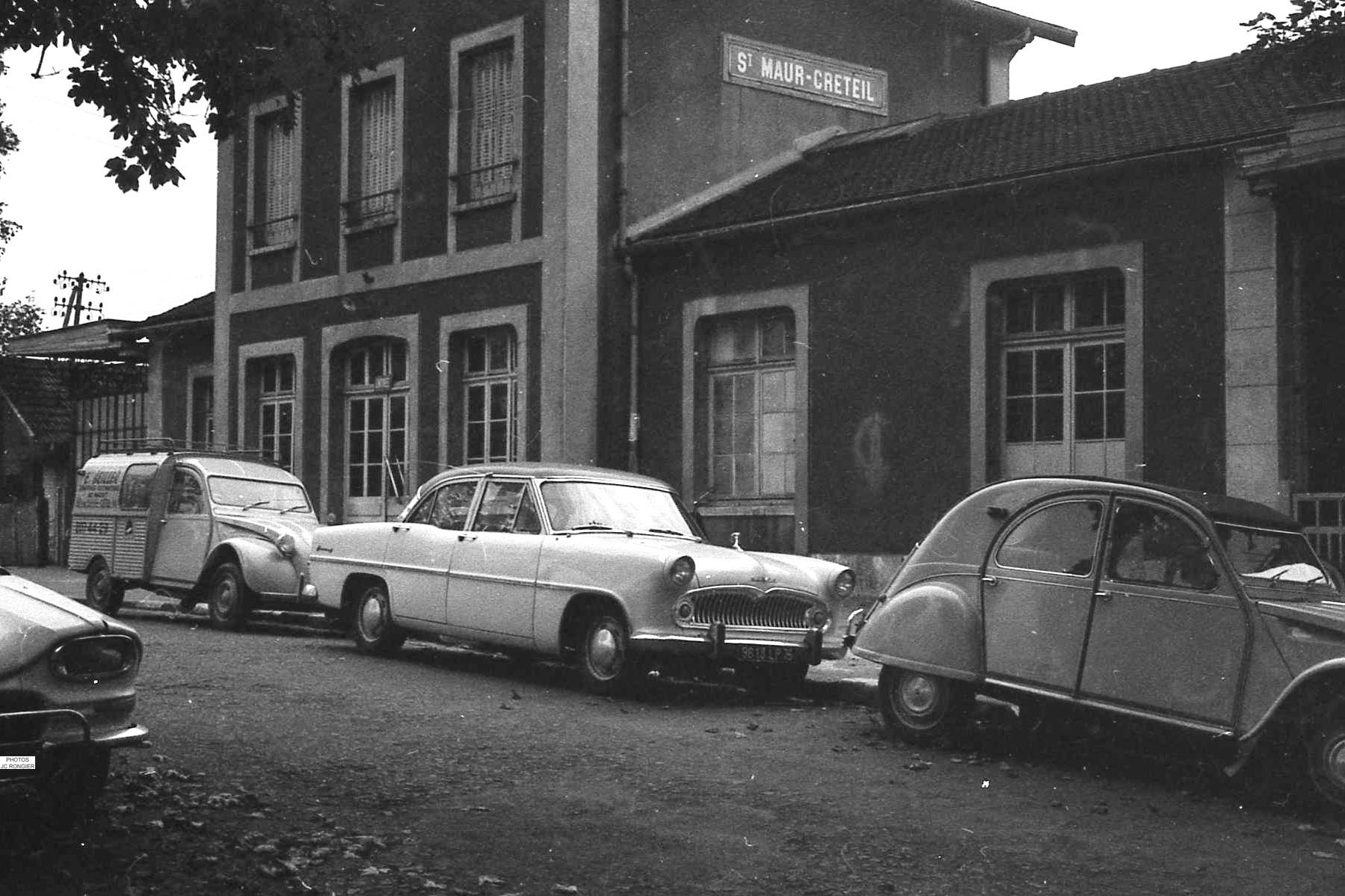
Véhicules devant l'ancien bâtiment.
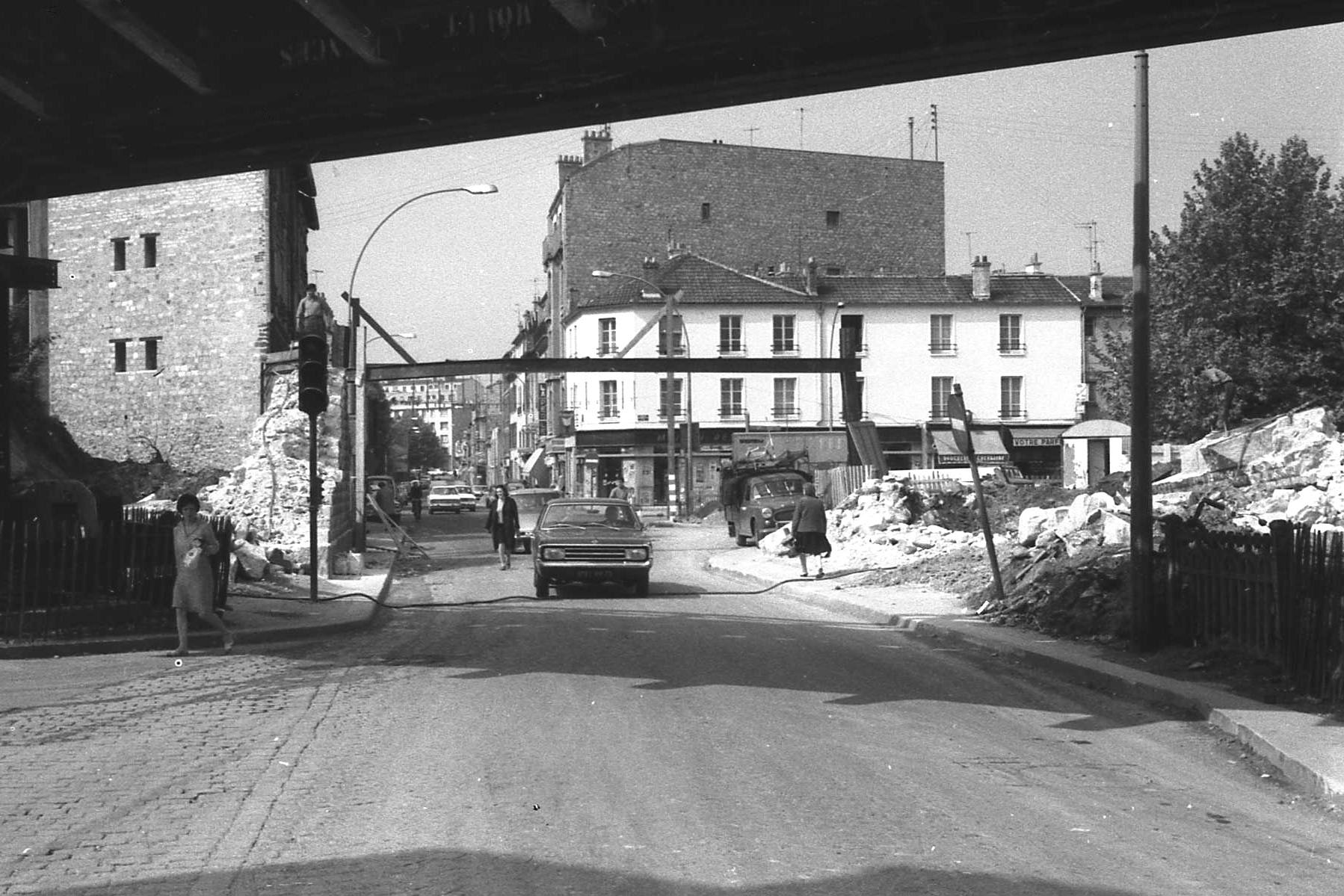
Gravats de l'ancien bâtiment.
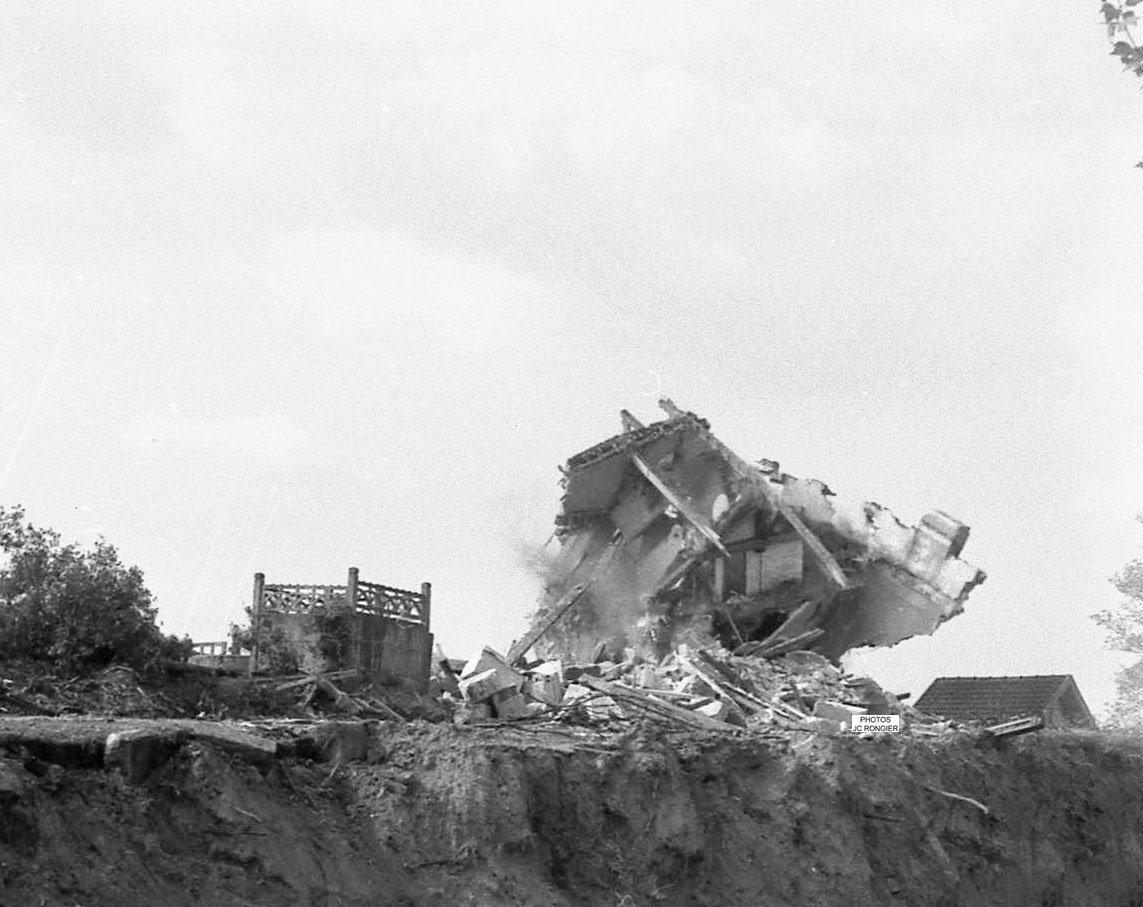
Gravats de l'ancien bâtiment.
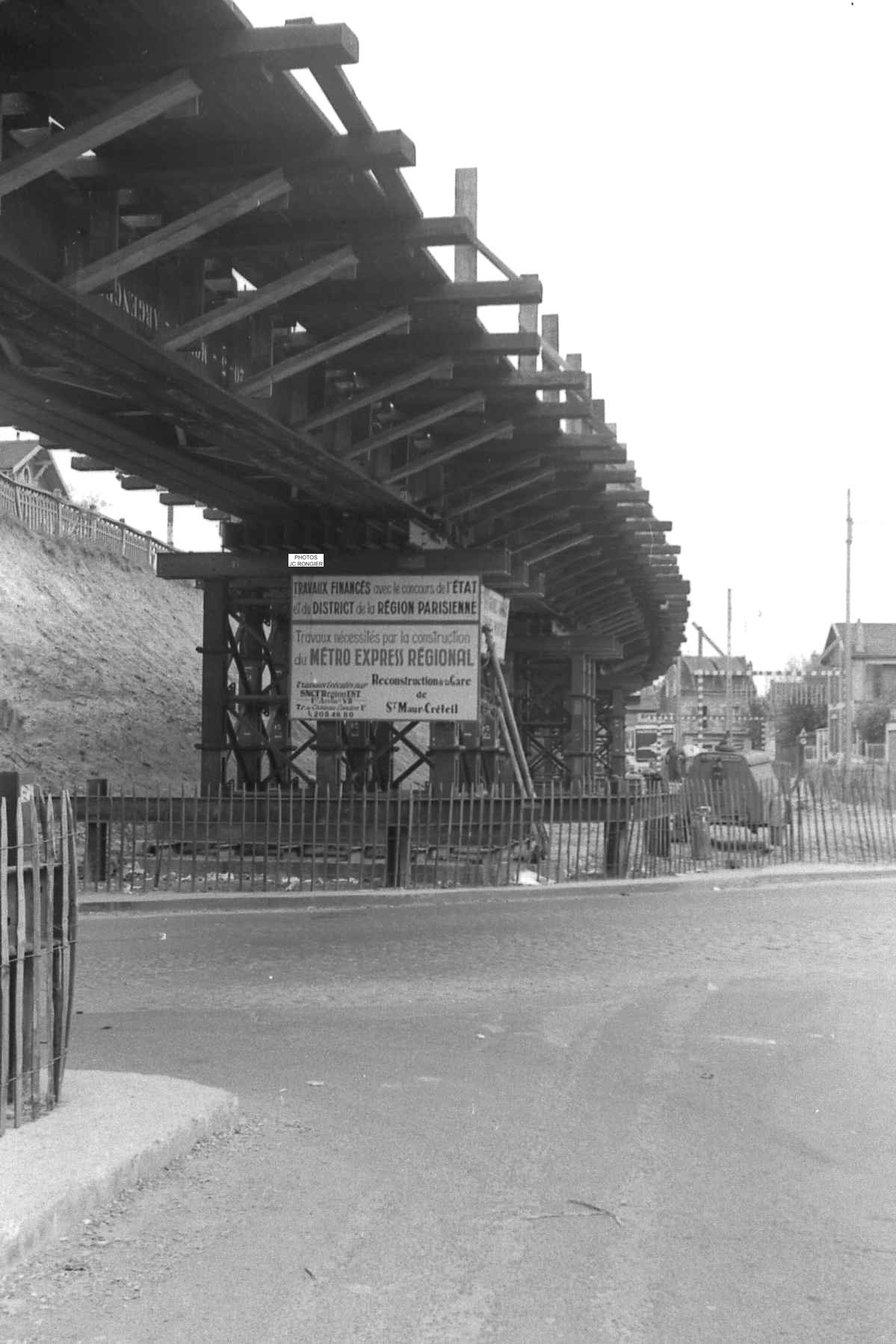
Voie provisoire.
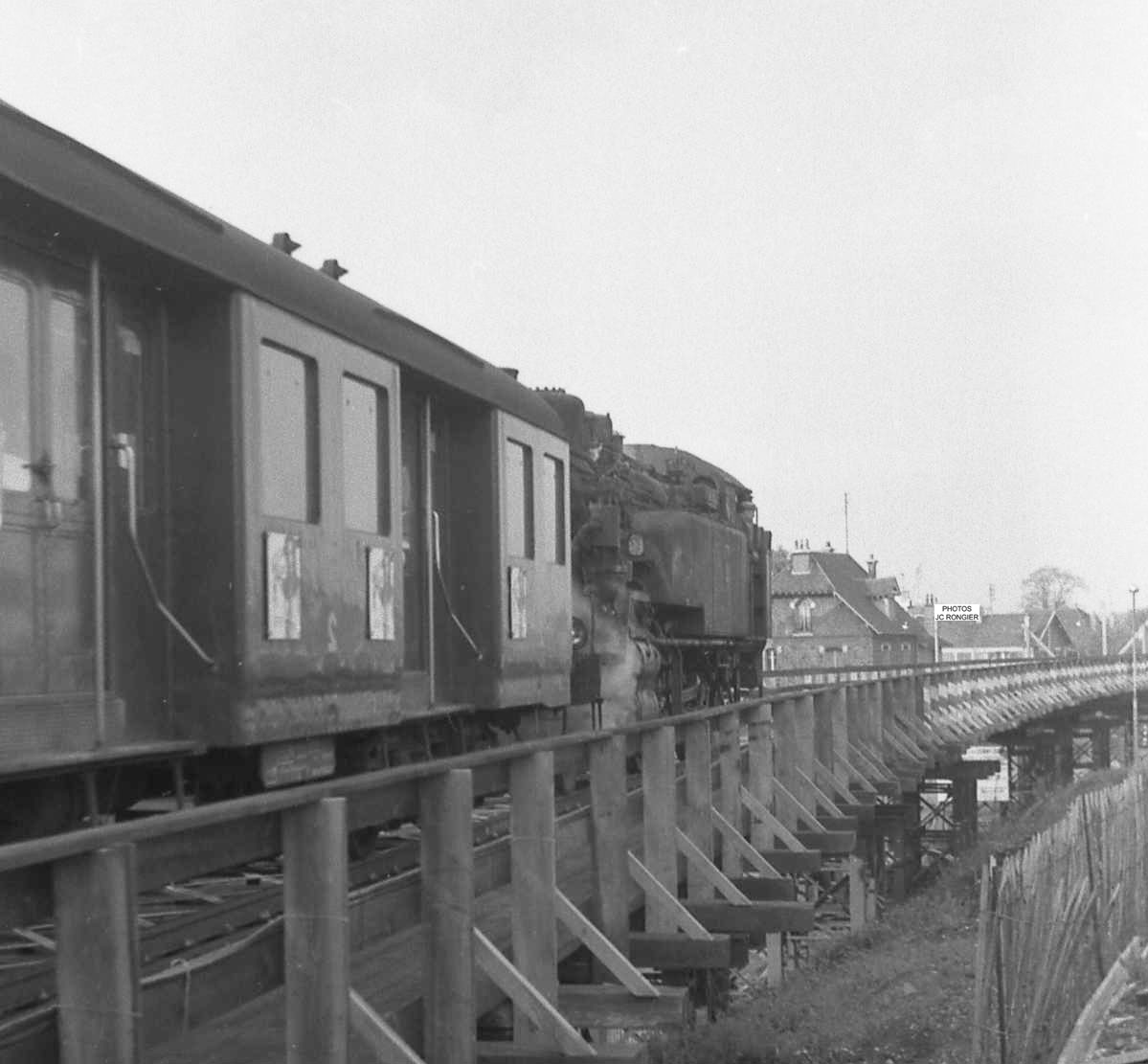
Circulation avec locomotive à vapeur.

### Les tronçons subsistants de la ligne

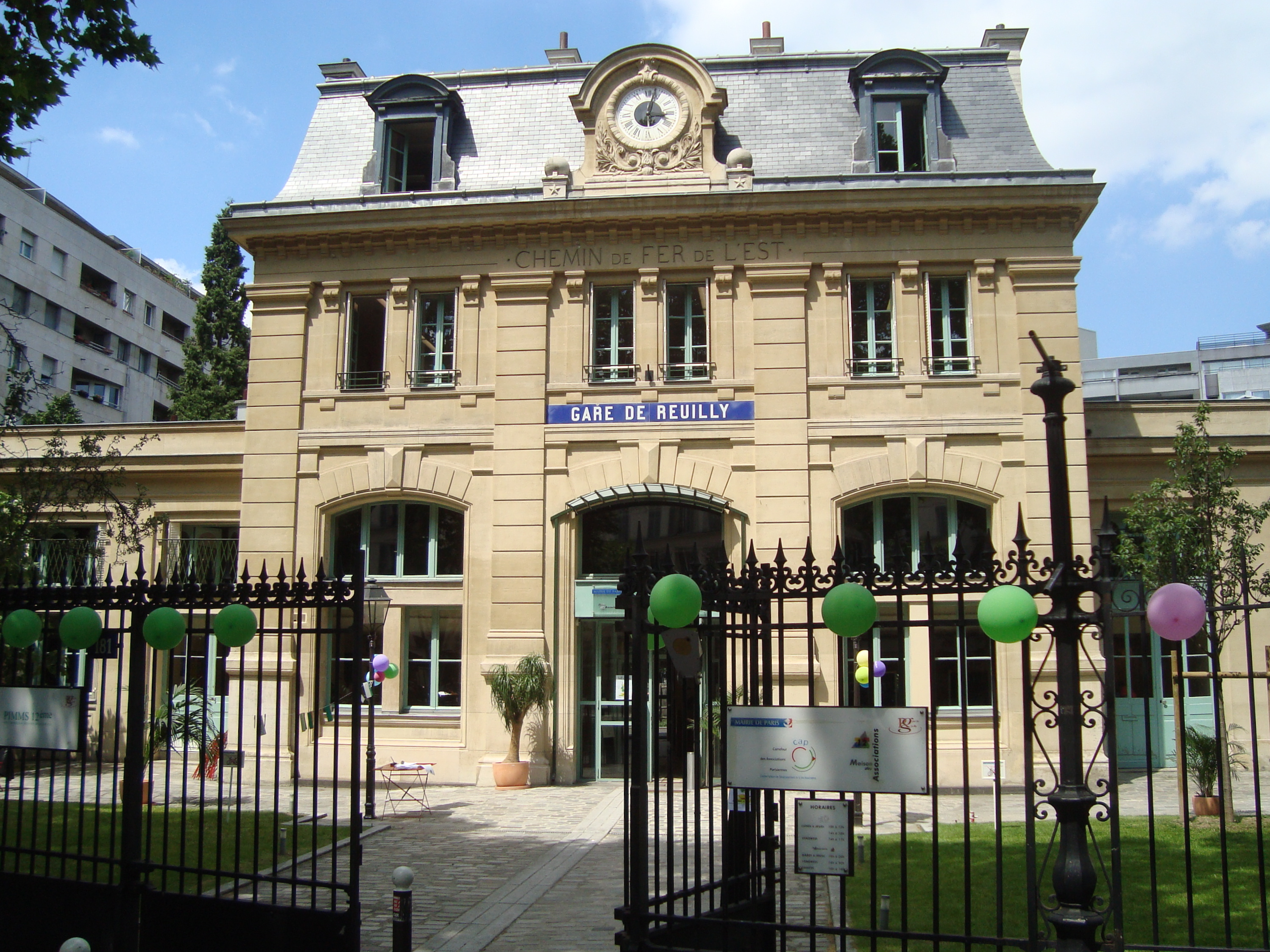
La gare de Reuilly, reconvertie en centre associatif.

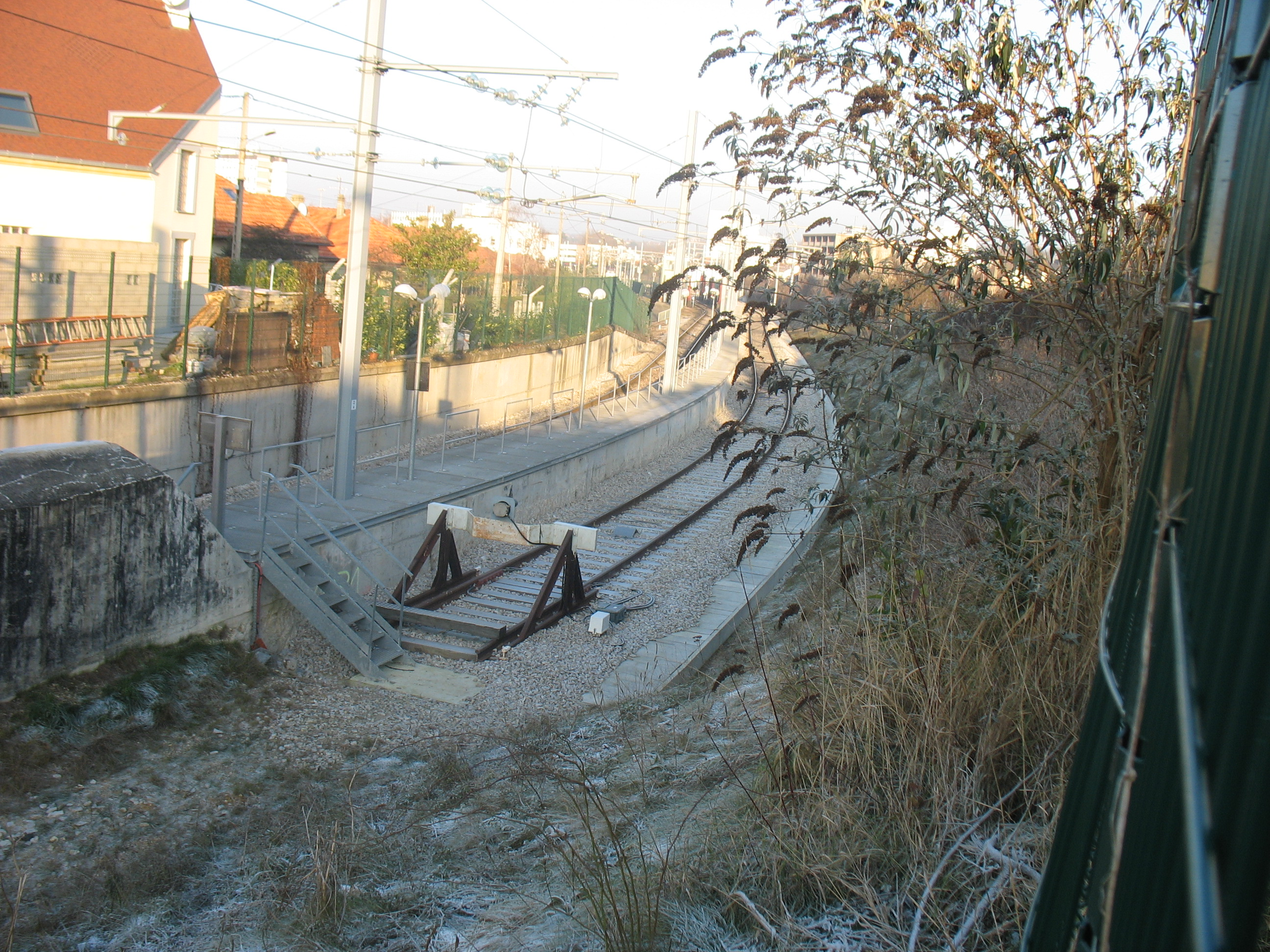
Fin des voies de la ligne A du RER à Boissy-Saint-Léger.

La gare de la Bastille a, elle aussi, fermé ses portes le 14 décembre 1969, le trafic étant désormais reporté sur la toute nouvelle gare RER de Nation. Elle sert ponctuellement de lieu d'exposition, sa destruction n’intervient qu’en 1984, pour laisser place à l’actuel Opéra Bastille.
La section Bastille – Reuilly est, elle, rapidement désaffectée. Le viaduc de l'avenue Daumesnil, entre la place de la Bastille et la gare de Reuilly à Paris, d'abord voué à la démolition, est ensuite transformé en une promenade plantée, la coulée verte René-Dumont, prolongée jusqu'à la porte de Montempoivre. Entre la gare de Reuilly et Saint-Mandé, le tronçon reste ouvert, la gare de Reuilly étant, pour son trafic de marchandises, desservie par des trains en provenance de la gare de Sucy - Bonneuil. Quelques années plus tard, sa desserte est amorcée à La Râpée - Bercy avec emprunt de la ligne de Petite Ceinture, ce qui entraîne la fermeture définitive du tronçon Bel-Air - Saint-Mandé. Enfin, une opération immobilière voulue par la mairie de Paris condamne la gare marchandises de Reuilly, en dépit de son bon niveau de trafic. La voie de Reuilly à Bel-Air est déposée et fait place à une coulée verte, mais le bâtiment voyageurs est préservé.
À Nogent-sur-Marne, le dépôt vapeur de Nogent-Vincennes est très vite démoli dès l'intégration au RER en 1969, de même que son ancienne rotonde provenant à l'origine du dépôt de La Villette, pour y accueillir le Pavillon Baltard. Dans le cadre de l'interconnexion Est, les TGV sud-est empruntent depuis 1996 l'ancien tracé de la ligne de Vincennes à Villecresnes.
Cependant, un trafic marchandises irrégulier perdure jusqu’au milieu des années 1980 sur une petite portion briarde de la ligne, entre Coubert et Verneuil-l'Étang, pour le compte d’une usine fabriquant des éléments en béton. À la suite de la fermeture de l'usine, la liaison est arrêtée et la voie déposée jusqu'à Yèbles.
Au début des années 1990, le dernier tronçon de trois kilomètres entre les gares de Yèbles et Verneuil-l'Étang, encore utilisé épisodiquement pour le transport de ferraille par un locotracteur tractant quelques wagons, est fermé à son tour et la voie simplement laissée à l'abandon par la SNCF, sans être déposée.

### Dates de déclassement
Plusieurs sections de la ligne ont fait l'objet de déclassements qui sont intervenus aux dates indiquées ci-dessous.
- De Fontenay-Trésigny à Marles-en-Brie (PK 64,100 à 66,110) : 26 juillet 1969[29].
- De Verneuil-l'Étang à Fontenay-Trésigny (PK54,320 à 64,100) : 29 octobre 1970[30].
- Raccordements n° 1 et 2 de Sucy : 29 octobre 1970[30].
- Paris-Bastille à Bel-Air (PK 0,380 à 3,000) : 16 octobre 1985.
- Brie-Comte-Robert à Coubert - Soignolles (PK 35,970 à 42,800) : 31 août 1989[31].
- Villecresnes à Santeny-Servon (PK 28,500 à 31,500) : 20 mars 1995[32].
- Santeny-Servon à Brie-Comte-Robert (PK 31,550 à 34,450) : 20 mars 1995[32].
- Section à Brie-Comte-Robert (PK 34,630 à 35,970) : 20 mars 1995[32].
- Section à Coubert -Soignolles (PK 42,800 à 46,677) : 20 mars 1995[32].
- De Coubert - Soignolles à Yèbles (PK 46,735 à 50,010) : 20 mars 1995[32].
- Section à Yèbles (PK 46,677 à 46,735) : 27 mars 2006[33].

## La ligne aujourd’hui

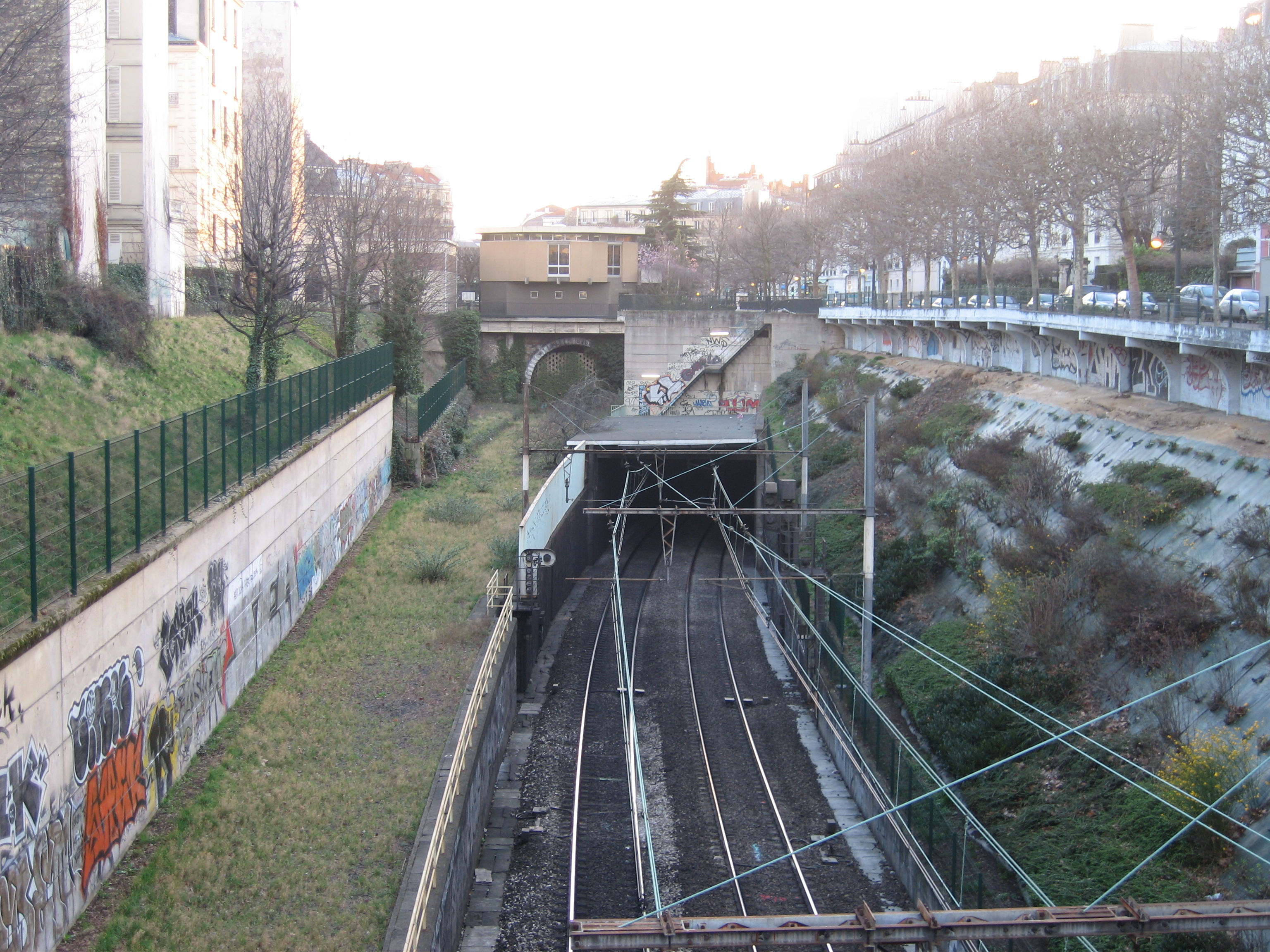
L’entrée du tunnel du RER A entre Nation et Vincennes à Saint-Mandé. On peut voir à gauche le tunnel condamné de la ligne de Vincennes et sa plate-forme d’accès.

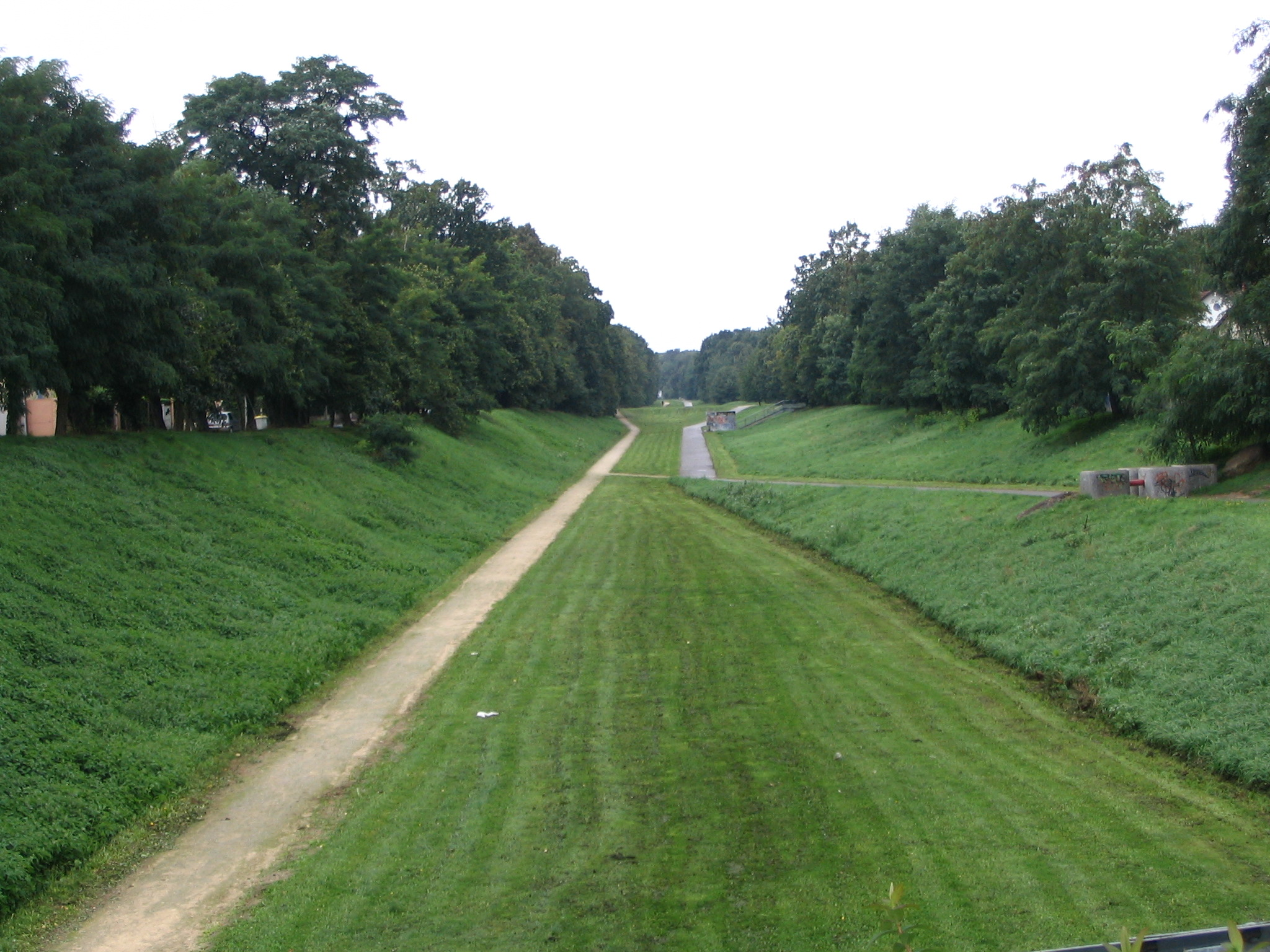
La coulée verte de la LGV Interconnexion Est occupe l'emplacement de la ligne de Vincennes, ici à Villecresnes.

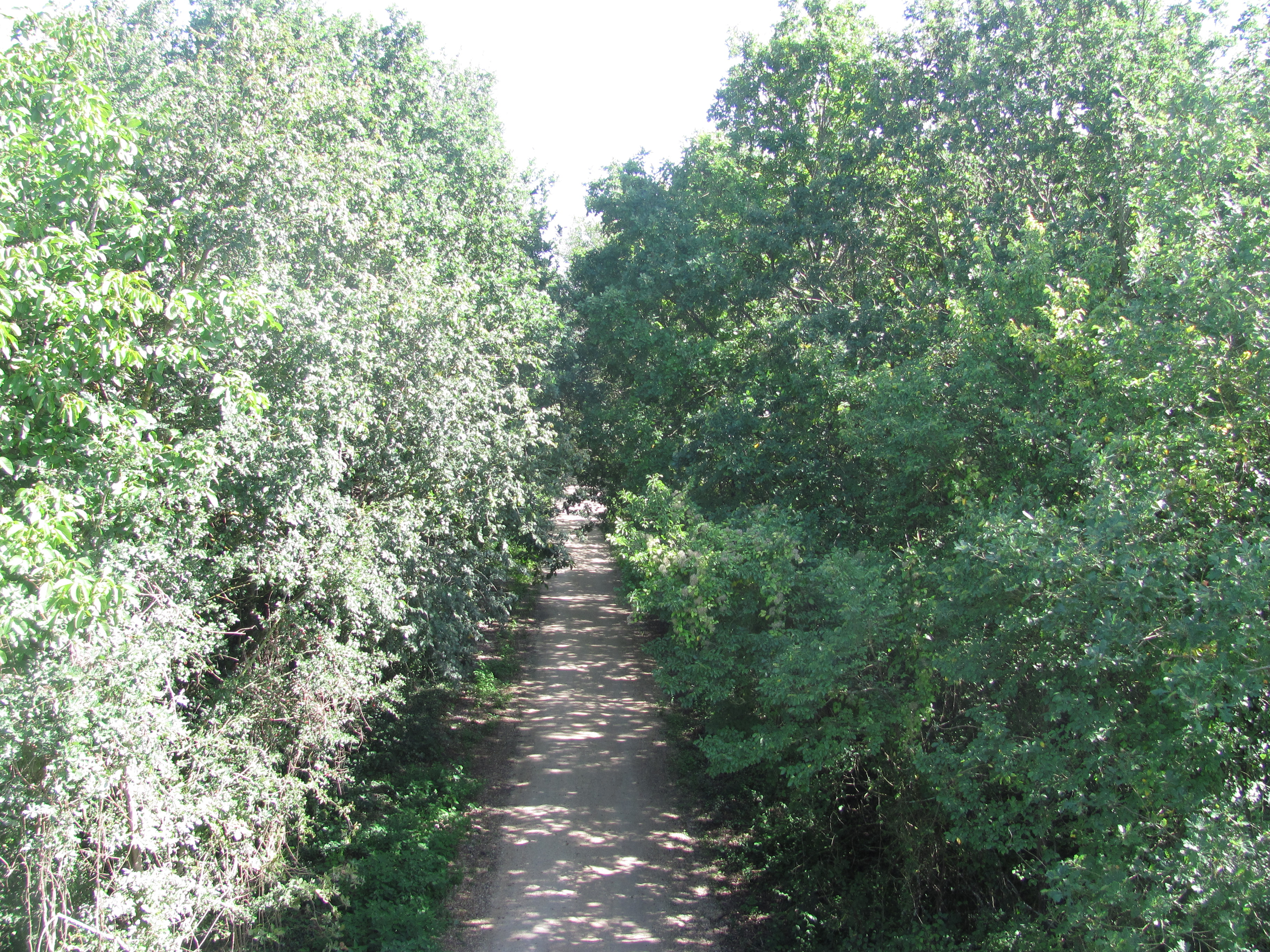
Le chemin des Roses sur l'ancienne emprise de la ligne de Vincennes à Solers.

Dans Paris, la gare de la Bastille est détruite et remplacée par l’opéra Bastille. Le viaduc s'étendant de la place de la Bastille à la porte de Montempoivre a été transformé en coulée verte, la coulée verte René-Dumont, et les arches ont été transformées en ateliers d’art et d’artisanat au sein du viaduc des Arts.
Dans le Val-de-Marne, entre la Porte de Montempoivre et le RER A à Vincennes, la ligne est abandonnée. Entre les gares de Vincennes et de Boissy-Saint-Léger, le tracé est incorporé à la ligne A du RER.
Une coulée verte et un parcours de santé sont installés dans la traversée de Limeil-Brévannes jusqu’à l’emplacement de l’ancienne gare de cette commune. La voie est toujours présente mais recouverte de terre. Il est prévu de réutiliser cette emprise dans le cadre du prolongement de la Ligne 18 à Boissy-Saint-Léger, avec une station de métro à Limeil-Brevanes sur l'emprise même.
Ensuite se situe l’emprise de la ligne interconnexion Est du TGV. Cette ligne passe d'abord en aérien dans la forêt, puis en souterrain dans la traversée de Villecresnes dont le bâtiment voyageurs a été détruit, ce qui a permis de créer une coulée verte dans la commune. Il s’agit d'un des tronçons de la coulée verte du Tégéval qui doit relier le lac de Créteil à Santeny.
À partir du Réveillon, la ligne d’interconnexion Est s’écarte de la ligne de Vincennes. Celle-ci a été réhabilitée en coulée verte en 2019 jusqu'au début du sentier d'interprétation situé au niveau de la rue Auguste-Dupin à Mandres-les-Roses. Ce dernier permet découvrir les zones périurbaines de Mandres et de Périgny à partir de la maison de la Nature à Périgny et il emprunte la section située entre la rue Auguste-Dupin et la rue de la Fossé Parrot en passant par l’ancienne gare de Mandres-les-Roses.

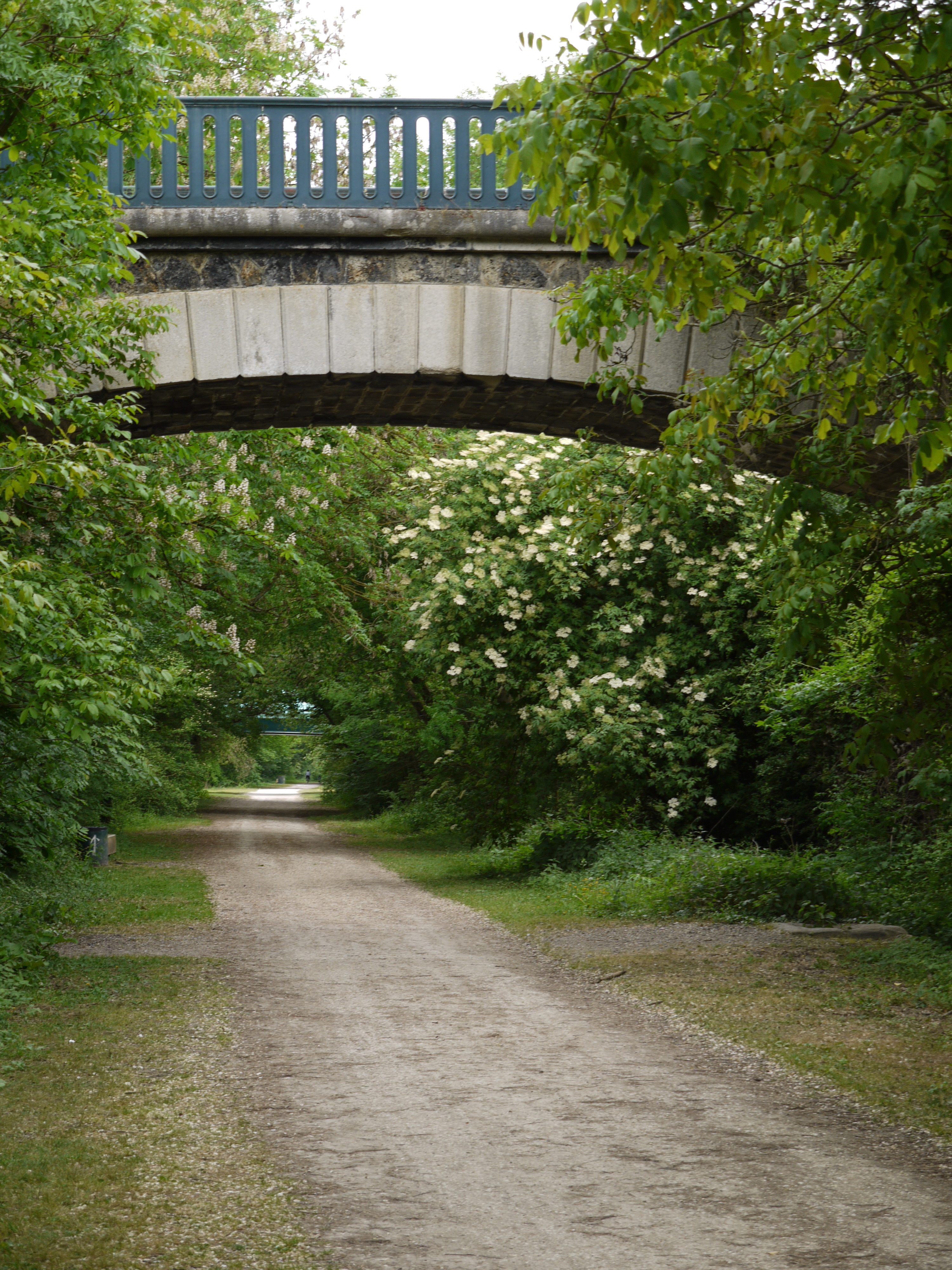
Les ponts qui franchissaient l'ancienne voie ferrée reconvertie en piste cyclable ont été préservés.

Le tracé devient parfois moins identifiable jusqu’à la gare de Brie-Comte-Robert, car des activités agricoles, industrielles et tertiaires sont installées sur l’emprise de la voie ; une rue et une piste cyclable l'empruntent également. Le tronçon de 18 km situé entre la gare de Santeny - Servon et celle de Yèbles - Guignes, baptisé « Chemin des Roses », a été  aménagé pour les piétons et les cyclotouristes et inauguré en 2010. Son financement a été assuré par le conseil général de Seine-et-Marne et le syndicat intercommunal du Chemin des Roses, cogestionnaires depuis 2003 du tronçon Servon – Yèbles.
Aucune échéance n’est prévue pour une reconversion similaire de la dernière partie de la ligne entre la gare de Yèbles - Guignes et Verneuil-l'Étang. La réalisation de cette dernière partie dépend du déclassement de la voie ; ces trois derniers kilomètres sont impraticables à cause d'une végétation très dense. Cette situation empêche d'y observer la voie et des éléments de signalisation qui sont toujours présents. Sur ce dernier tronçon, un projet de vélorail est proposé par certains.

## L'exploitation de la ligne

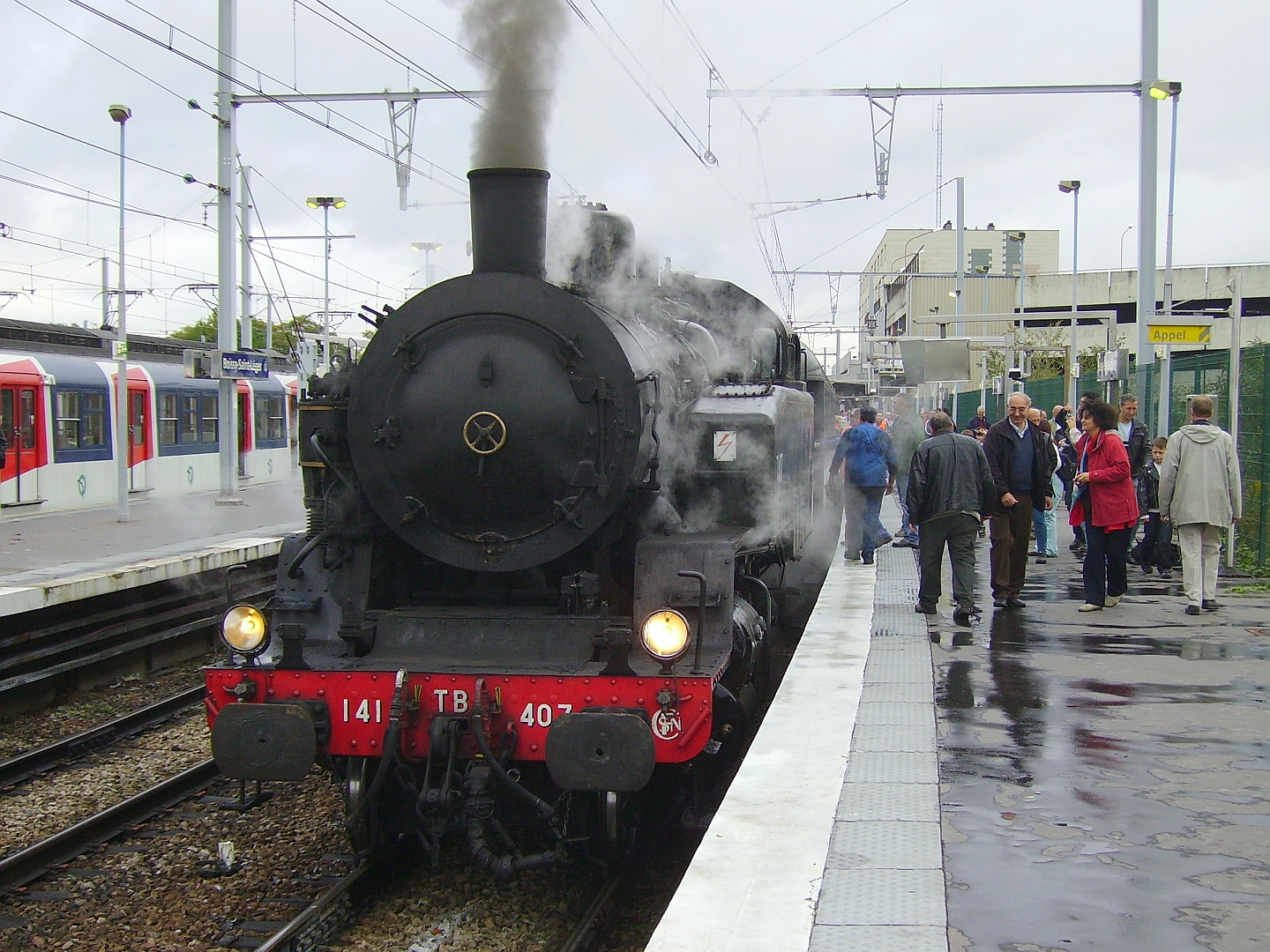
La 141 TB 407 en gare de Boissy-Saint-Léger le 10 octobre 2009 ; une locomotive emblématique de la ligne de la Bastille.

La ligne n'a connu, jusqu'à son intégration dans le RER, que la traction vapeur avec essentiellement des locomotives type 120 à tender séparé, rapidement remplacées par des 120 T (n° 261 à 285) construites par la société André Koechlin & Cie à Mulhouse. À partir de 1881 les remplaçantes sont les 031 T Est 613 à 742 (futures : 1‑031 TA) et les 131 T immatriculées 131 T Est V 613 à V 666 (futures : 1‑131 TA). À partir de 1925 ce sont les 131 T Est 32001 à 32050 (futures : 1‑131 TB) qui entrent en scène. Les dernières machines à desservir la ligne, à partir de 1962, sont les célèbres 141 T Est 4401 à 4512 (futures : 1‑141 TB 401 à 512). Le dépôt de Nogent-Vincennes en assurait l'entretien. 
Du début des années 1930, jusqu'à la mise en service du RER en décembre 1969, la ligne est exploitée par des voitures de banlieue Est.

## La ligne et le cinéma
La ligne a servi de décor à cinq films majeurs :
- Mata Hari agent H 21, où la gare de la Bastille a servi de décor pour illustrer la gare du Nord quand Mata Hari raccompagne le capitaine Lasalle qui doit repartir vers le front.
- Le Dimanche de la vie, où la gare de la Bastille sert de point d’arrivée à Valentin.
- J’ai tué Raspoutine, où la gare de la Bastille illustre la gare de Saint-Pétersbourg. Le prince Youssoupoff amène sa femme qui doit se réfugier en Crimée.
- Occupe-toi d'Amélie, où les gares de la Bastille et de Reuilly servent de décor pour le départ d’Étienne au service militaire.
- La Grande Vadrouille, où la gare de Santeny – Servon sert de décor pour l’arrêt du train en gare de Vougeot (séquence du déjeuner dans la voiture-restaurant).